# Wilber (Nebraska)
Wilber je grad u američkoj saveznoj državi Nebraska. Prema popisu stanovništva iz 2010. u njemu je živjelo 1,855 stanovnika.